# Бертхолд II фон Грайзбах
Бертхолд II фон Грайзбах (на немски: Berthold II von Graisbach; на латински: Berchtoldus…Comes de Graispach; * ок. 1234; † сл. 1288/ ок. 1308) е граф на Лехсгемюнд и Грайзбах (1255/1308) и Лехсгемюнд (1256) в Швабия, Бавария.

## Биография
Той е син на граф Хайнрих IV фон Лехсгемюнд-Грайзбах († сл. 1237) и Гертруд фон Абсберг. Внук е на Бертхолд I фон Лехсгемюнд-Грайзбах († 1253) и съпругата му Аделхайд († 1223). Правнук е на граф Диполд фон Лехсгемюнд († 1192) и Агата фон Тек († сл. 1192), дъщеря на херцог Адалберт I фон Тек († сл. 1195).
Брат е на Лудвиг фон Лехсгемюнд, абат на Вайенщефан Шайерн-Тегернзе († 9 февруари 1286), Валтер фон Лехсгемюнд, архдякон в Аугсбург († сл. 1278), Агнес I фон Лехсгемюнд, омъжена за Свигер 'Стари' фон Гунделфинген († сл. 1291) и на Агнес II фон Лехсгемюнд († сл. 10 ноември 1287), омъжена за Берал фон Ванген († 23 септември 1271).
Графовете фон Лехсгемюнд са могъщ франкско-баварски благороднически род през Средновековието, с първоначална резиденция в Марксхайм. Те управляват Зуалафелдгау от замъка им Лехсенд (Лехсгемюнд), намиращ се на река Лех. Регенсбургските търговци обаче разрушават замъка понеже не са съгласни с техните мита. Графската фамилия се мести след това в съседния Грайзбах, днес част от Марксхайм, и започват да се наричат графове фон Лехсгемюнд-Грайзбах. През 1327 г. умира последният мъжки представител на род Лехсгемюнд син му Гебхард III фон Грайзбах като епископ на Айхщет. През 1342 г. цялата собственост на графовете фон Лехсгемюнд попада на Вителсбахите.

## Фамилия
Бертхолд II фон Грайзбах се жени за Елизабет фон Хиршберг († сл. 29 април 1292), дъщеря на граф Гебхард II фон Хиршберг-Гроглинг-Долнщайн († ок. 1232). (По други източници той се жени за Елизабет фон Хенеберг († сл. 25 януари 1291), дъщеря на Херман II фон Хенеберг-Ашах († 1292) и Аделхайд фон Тримберг († ок. 1318).) Те имат децата:
- Бертхолд III фон Грайзбах († 8 октомври 1324), граф на Грайзбах, женен I. за Агнес фон Бургау († сл. 1306), II. за Маргарета фон Верденберг († сл. 1335)
- Хайнрих фон Грайзбах († 17 април 1324), капитулар/домхер в Залцбург
- Гебхард III фон Грайзбах († 14 септември 1327 пред Павия), епископ на Айхщет (1324 – 1327)
- Аделхайд фон Грайзбах († 23 май 1291), омъжена ок. 1286 г. в Грайзбах за граф Улрих III фон Хелфенщайн († 1315)
- Елизабет фон Грайзбах († сл. 1316), омъжена ок. 1290 г. за граф Албрехт III фон Нойфен-Марщетен-Грайзбах († 4 юли 1306)